# Gonia porca
Gonia porca là một loài ruồi trong họ Tachinidae.